# イン・コンサート (ハービー・ハンコック&チック・コリアのアルバム)
『イン・コンサート』（原題：An Evening with Herbie Hancock & Chick Corea: In Concert）は、ハービー・ハンコックとチック・コリアが連名で1978年に録音し、同年にハンコックの所属レーベルであるコロムビア・レコードから発売されたライブ・アルバム。

## 背景
ハンコックとコリアが1978年に行ったデュオ・ツアーの模様が収録されており、1979年には、コリアの所属レーベルであるポリドール・レコードからも、同ツアーでの録音を収録したアルバム『イン・コンサート (デュオ・ライヴ)』が発売された。収録曲のうち「処女航海」と「ラ・フィエスタ」のメドレーは、LP片面の一般的な収録時間を超える35分もの長さだが、オリジナルLPのサイド4では、ノイズが増え録音レベルが下がるという技術的問題を度外視して、全編が編集なしで収録された。

## 反響・評価
アメリカでは総合アルバム・チャートのBillboard 200で100位に達し、『ビルボード』のジャズ・アルバム・チャートでは最高8位を記録した。スコット・ヤナウはオールミュージックにおいて5点満点中4点を付け「当時の彼らは、多くのリスナーからフュージョンに特化していたと思われていたため、このアコースティック・デュオ・ツアーは驚きをもって迎えられた」「コリアとハンコックのストライド奏法が聴ける"Liza"が、特に物珍しい」と評している。

## 収録曲

### ディスク1
1. サムデイ・マイ・プリンス・ウィル・カム - "Someday My Prince Will Come" (Frank Churchill, Larry Morey) - 12:39
2. ライザ - "Liza (All the Clouds'll Roll Away)" (George Gershwin, Ira Gershwin, Gus Kahn) - 9:01
3. バトン・アップ - "Button Up" (Herbie Hancock, Chick Corea) - 17:38

### ディスク2
1. "Introduction of Herbie Hancock by Chick Corea" - 0:41
2. フェブラリー・モーメント（2月の出来事） - "February Moment" (H. Hancock) - 15:46
3. 処女航海 - "Maiden Voyage" (H. Hancock) - 13:30
4. ラ・フィエスタ - "La Fiesta" (C. Corea) - 22:01

## 参加ミュージシャン
- ハービー・ハンコック - ピアノ（左チャンネル[3]）
- チック・コリア - ピアノ（右チャンネル[3]）